# Peter Scolari
Peter Scolari, född 12 september 1955 i New Rochelle i New York, död 22 oktober 2021 på Manhattan i New York, var en amerikansk skådespelare.
Scolari medverkade bland annat i TV-serierna Lisey's Story och Girls samt i filmen Suburban Girl.

## Filmografi (i urval)
- 1984–1990 – Newhart (TV-serie)
- 1996 – That Thing You Do!
- 2004 – Polarexpressen
- 2007 – Suburban Girl
- 2012–2017 – Girls (TV-serie)
- 2019–2021 – Evil (TV-serie)
- 2021 – Lisey's Story (TV-serie)